# Wiktor Kratassiuki
Wiktor Kratassiuki (georgisch ვიქტორ კრატასიუკი; * 30. Januar 1949 in Poti; † 18. März 2003 ebenda) war ein sowjetischer Kanute aus Georgien.

## Karriere
Wiktor Kratassiuki gehörte bei den Olympischen Spielen 1972 in München zum sowjetischen Aufgebot im Zweier-Kajak, in dem er mit Mikalaj Harbatschou auf der 1000-Meter-Strecke antrat. Sie gewannen nach 3:42,18 Minuten zunächst ihren Vorlauf und anschließend in 3:30,69 Minuten auch ihren Halbfinallauf. Im Endlauf überquerten sie schließlich nach 3:31,23 Minuten erneut als Erste die Ziellinie und gewannen als Olympiasieger vor József Deme und János Rátkai aus Ungarn sowie den Polen Władysław Szuszkiewicz und Rafał Piszcz die Goldmedaille. Dabei schlugen sie die Ungarn um 0,8 Sekunden, während ihr Vorsprung auf die Polen 2,6 Sekunden betrug.